# Gravel Kingdom
Gravel Kingdom (砂礫王国, Sareki ōkoku, le royaume du sable) est à la fois le nom d'une série courte et du recueil de mangas qui la contient. Dessiné par Kaori Yuki, c'est un recueil au ton nettement fantastique datant de ses débuts professionnels.
Le recueil est composé de deux histoires courtes :
- Gravel Kingdom
- Stonehenge (ストーンヘンジ, Sutoonhenji?)

## Contenu

### Gravel Kingdom
Gravel Kingdom - qui est le second titre donné par l'auteur à sa série - a été écrit au tout début 1993 et contient 4 chapitres, parus dans les Hana to Yume 1, 2, 3 et 4 de cette même année. Chaque chapitre porte le nom d'un de ses héros. Cette courte série raconte l'histoire d'un royaume en guerre et de son prince qui permettra le dénouement de la crise avec l'aide de ses amis. L'univers inventé par l'auteur est pensé dans un style très heroic fantasy, on ressent dans cette série l'influence des RPG chers à l'auteur (notamment Dragon Quest et Final Fantasy à cette époque), avec magie, combats, monstres et l'idée de quête à accomplir, dans un univers opposant le sable à l'eau.

### Stonehenge
Stonehenge est un one-shot de 51 pages, paru dans le magazine Hana to Yume no 22 de 1992. C'est une petite histoire fantastique avec un peu de romance suivant les mésaventures de Sharel qui, menacée dans son monde en guerre, utilise une porte de téléportation, la Stonehenge et se retrouve dans notre monde contemporain.
L'auteur a visiblement repris le style vestimentaire de son héroïne pour quelques personnages d'Angel Sanctuary deux ans après : on retrouve le diadème de Sharel sur Cry (Kouraï) ou encore son collier et drapé sur Alexiel dans les premiers tomes.

## Le recueil
Au Japon, il est sorti le 19 mai 1993 chez Hakusensha sous le label "Hana to Yume Comics".
Une édition bunko est également sortie le 15 juillet 2009. Le recueil de l'édition bunko est plus épais et inclut deux one-shots supplémentaires agencés différemment dans d'autres recueils antérieurs de l'auteur. L'édition bunko contient dans l'ordre :
- Gravel Kingdom
- Stonehenge
- Les jeunes garçons qui ont arrêté le temps (時間を止めた少年たち, Jikan wo tometa shōnentachi?)
- Les Contes Cruels (残酷な童話たち, Zankokuna dōwatachi?)

En France, le recueil standard est édité chez Tonkam depuis le 19 août 2009 au tarif TK1. Au lieu de reprendre la jaquette originale, l'éditeur a choisi d'utiliser l'illustration de la page de titre du premier chapitre. Sur le site de l'éditeur le tome est marqué comme étant le Kaori Yuki collection no 6. Lors de l'annonce de la publication du manga en France, Tonkam avait utilisé le titre "Le Royaume du Sable" mais ne l'a ensuite pas retenu.